# Bernhard Jensen
Bernhard Jensen   (Odense, 16 de febrer de 1912 - Lejre, 17 de juny de 1997) fou un piragüista danès que va competir a finals de la dècada de 1940.
El 1948 va prendre part en els Jocs Olímpics d'Estiu de Londres on, formant parella amb Ejvind Hansen, va guanyar la medalla de plata en el K-2 1.000 metres del programa de piragüisme. En el seu palmarès també destaquen dues medalles de bronze al Campionat del Món de piragüisme en aigües tranquil·les de 1948.